# Poşta Română
«Poşta Română» SA (в переводе с рум. — «Румынская почта») — государственная почтовая служба Румынии.

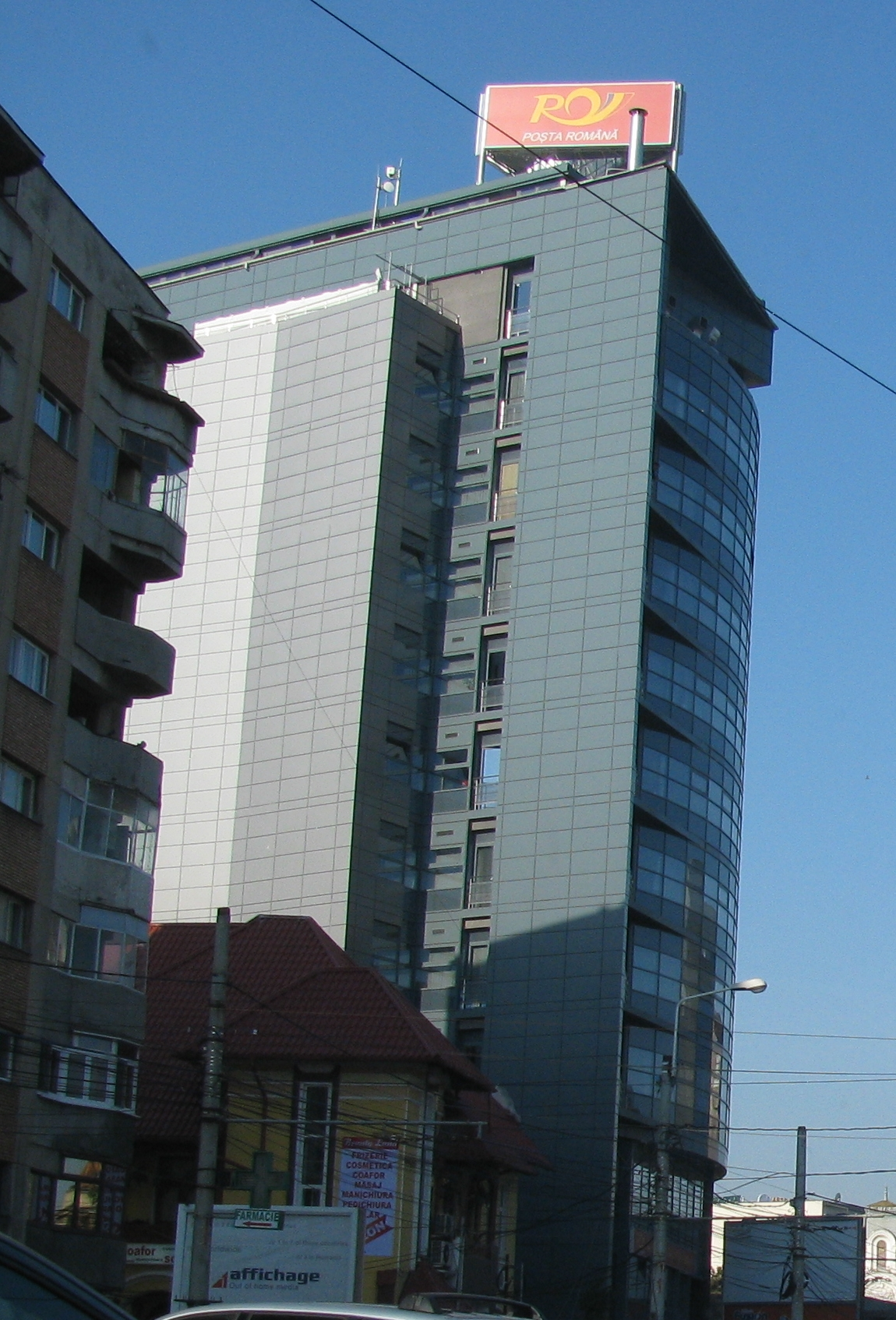
Центральный офис Румынской почты на бульваре Дачия в Бухаресте

## Описание
Компания отвечает за доставку почты в Румынии, а также за эмиссию почтовых марок. Она также оказывает ряд других услуг, в числе которых логистика, обмен валюты, разработка программного обеспечения и консалтинговые услуги.
Румыния является одним из основателей и членом Всемирного почтового союза (ВПС). В 2004 году Румыния приняла и организовала XXIII Всемирный почтовый конгресс, проведённый в Бухаресте.

## Руководство
По состоянию на 2005 год, генеральным директором Poşta Română является Габриэль Матееску (Gabriel Mateescu).

## Планы приватизации
15 июля 2005 года правительство Румынии объявило о планах по реструктуризации и последующей приватизации Румынской почты к 2008 году.